# 外向性与内向性
心理學認為，外向性與內向性是人類性格上的兩種特質。性格外向者的精力來源為外在世界──如各式各樣的社交活動、形形色色的人們、不同的場合和事物。他們是精力的揮霍者。長時間置身事外、沉思、獨處，或是只與另一個人待在一起，難以使他們感覺興奮。性格內向者最顯著的特徵是他們精力的來源：他們從自己的內在世界，如思想、情緒和觀念中獲得精力，並善於保存精力，但也容易受到外在世界的刺激影響，並產生更「刺激太多」的不適感──這種感覺好比是熱鍋上的螞蟻，抑或遲鈍麻木。
內向與外向並不是截然二分的，而是一個連續體，多數人都介於非常外向與非常內向之間，兼具兩邊的一些特質，不是完全外向或完全內向的。簡單地將一個人歸類於「外向」或「內向」，往往忽略了多數人的身上同時各自具備一些外/內向特質的事實。

## 外向性
外向一般熱衷於人際交往，他們熱情、愛說話、充滿自信、喜歡交友。他們在社交聚會中感到快樂，比如宴會、社區活動、公眾示威等。表演、教學、指揮、管理、經紀人是較多外向者的領域。外向的人大都願意與他人共處而非獨處。
外向者在其他人面前精力充沛，而在獨處時變得平淡或感到無聊。外向者傾向於說話的同時思考。外向者更願意與別人交談而非獨自思考。

## 內向性
內向者一般是安靜低調、深思熟慮的，他們習慣专注于一件事情。除了一些必要的社交活動和偶然的親密朋友聚會外，他們其餘時間都是獨處的。他們在一些寧靜的活動中會感到自在，比如閱讀、寫作、繪畫、看電影、聽音樂、發明、設計、編程、玩電腦等等。
典型內向的人大多享受獨處而非與他人共處，但是他們也願意與親密的朋友交往。内向者傾向於在說話前先思考，比起與別人交談，內向者更願意獨自思考。但有部份內向者也樂意同他人接觸、交往。儘管他們願意同人交談並建立人際關係，但仍然著重個人的私人空間。因此他們只適量地談及自己的事情，但樂意分享自己的所見所聞，而且可以表現得相當健談。然而，他們大多數時間都處在屬於自己的世界裡。

## 誤解
外向者常被認為比內向者更有領導才能。不過，宾夕法尼亚大学沃顿商学院研究發現，內向的領袖比外向的領袖表現更好。
雖然很多人以為外向和內向的人各自適合從事不同職業，但事實並非如此。研究顯示最好的推銷員處於外向和內向的中間，因為推銷需要聆聽與說話並重。同樣，作家可以是外向者，教師可以是內向者。

## 好处
进化史上，由于外向的人倾向于更加快乐，有更多有性生殖的机会，被认为更有益。但外向的人接触他人更多，因此获得传染疾病的机会也更大。内向者倾向于追求平静，对其配偶的专一性，较少的追求外在刺激，使其得到更为良好与稳定的生活环境，而其平均寿命也更为长久。